# Vom Ende einer Geschichte
Vom Ende einer Geschichte ist ein 2011 erschienener Roman des englischen Schriftstellers Julian Barnes. Im englischen Original lautet der Titel The Sense of an Ending. Für den Roman wurde Barnes 2011 mit dem renommierten britischen Literaturpreis Man Booker Prize ausgezeichnet. 2015 wählten 82 internationale Literaturkritiker und -wissenschaftler The Sense of an Ending zu einem der 100 bedeutendsten britischen Romane.

## Inhalt
Geschönte Erinnerungen, die es uns erlauben, besser mit der eigenen Vergangenheit zu leben, und die Frage nach der persönlichen Verantwortlichkeit sind die beiden Hauptthemen, die diesen Roman durchziehen. Sie beschäftigen den Ich-Erzähler Anthony („Tony“) Webster, als er im Alter eine Bilanz seines Lebens zieht.
Der Roman ist in zwei Teile unterteilt.

### Teil 1
Im ersten Teil schildert Tony Webster rückblickend Ereignisse in seiner Jugend. In der Schule bildet er zunächst mit zwei anderen Jungen, Alex und Colin, eine Clique, die sich darin gefällt, herablassend auf die Welt der Erwachsenen zu schauen und mit Phrasen auf weltanschauliche Fragen der Lehrer zu reagieren. So gibt Tony auf die Frage seines Geschichtslehrers, was Geschichte sei, die Antwort: „Geschichte ist die Summe der Lügen der Sieger“ (S. 24), woraufhin der Lehrer zu bedenken gibt, Geschichte sei auch immer die Selbsttäuschung der Besiegten. Zu dieser Clique stößt der hochbegabte Adrian Finn, der, früh gereift, weil seine Mutter die Familie verlassen hat, nachdenklicher an viele Fragen herangeht. Als der Lehrer nach den Ursachen für den Ersten Weltkrieg fragt, entwirft Adrian eine Verantwortungskette: „Mir scheint, es gibt – gab – da eine Kette individueller Verantwortung … aber die Kette ist nicht so lang, dass jeder einfach die Schuld auf den anderen schieben kann“ (S. 19). Nach dem Schulabschluss, dem die Schüler entgegenfiebern, weil sie ungeduldig darauf warten, dass ihr Leben endlich beginnt, nimmt Adrian mit Hilfe eines Stipendiums ein Studium in Cambridge auf, während Tony in Bristol Geschichte studiert. Bald hat er eine Freundin, Veronica, die sich jedoch als sehr anspruchsvoll und zickig erweist und ihn vor allem sexuell auf Distanz hält. Zum Alptraum wird für ihn ein Wochenende bei ihrer – wie er meint – sozial überlegenen Familie, bei dem er sich von Veronica, ihrem grobschlächtigen Vater und ihrem vermeintlich arroganten Bruder von oben herab behandelt fühlt. Sein Stolz ist verletzt. Nur die Mutter begegnet ihm freundlich und ermahnt ihn sogar, sich von Veronica nichts gefallen zu lassen. Kurz darauf stellt er das Mädchen seinen Schulfreunden vor, so dass sie Adrian kennenlernt. Nach einiger Zeit beschließt er jedoch, sich von Veronica zu trennen.
Schließlich erreicht ihn ein Brief von Adrian und Veronica, in dem sie ihm mitteilen, dass sie nun zusammen sind. Nachdem Tony erst mit einer Karte kurz und kühl auf diese Nachricht reagiert, schickt er den beiden schließlich einen Brief, in dem er sie übel beschimpft. Unter anderem verweist er Adrian an Veronicas Mutter, weil die ihn schon vor Veronica gewarnt habe. Den Inhalt dieses Briefes, dessen Wortlaut man erst im zweiten Teil des Romans erfährt, verdrängt Tony. In seiner Erinnerung „erklärte ich ihm (sc. Adrian) recht genau, was ich von ihren gemeinsamen moralischen Skrupeln hielt“ (S. 55). Nach Abschluss seines Studiums verbringt er eine Zeitlang in den USA und erfährt bei seiner Heimkehr, dass Adrian sich umgebracht hat. In seinem Abschiedsbrief äußert Adrian die Auffassung, das Leben sei ein Geschenk, das man auch zurückgeben könne, und dann „sei es seine moralische Pflicht, den Konsequenzen dieser Entscheidung gemäß zu handeln“ (S. 62). Tony heiratet in der Folge Margaret, eine ruhige, unaufgeregte Ehe schließt sich an, die jedoch geschieden wird. Tonys ereignisarmes Leben bis zur Pensionierung wird in extremem Zeitraffer auf zwei Seiten geschildert.

### Teil 2
Im zweiten Teil holen ihn die geschilderten Ereignisse der Vergangenheit ein. Meisterlich gelingt es Barnes, alle wichtigen Elemente aus dem ersten Teil wieder aufzunehmen, die alten Wahrnehmungen Tonys durch neue Fakten subtil in Frage zu stellen und dem Leser die Fragwürdigkeit aller Erinnerungen einschließlich der eigenen vor Augen zu führen. Ein Brief erreicht Tony, in dem ihm mitgeteilt wird, dass Veronicas Mutter gestorben ist und ihm 500 Pfund sowie Adrians Tagebuch hinterlassen hat. Das Tagebuch befindet sich jedoch im Besitz Veronicas, die ihm davon gezielt nur eine Fotokopie einer Seite aushändigt, auf der wieder die Verantwortungskette hinterfragt und eine merkwürdige Gleichung aufgemacht wird, die anscheinend ein Beziehungsgeflecht zwischen Tony, Adrian, Veronica, ihrer Mutter und einem rätselhaften b darstellt. Die Seite endet mit dem offenen Satz: „Zum Beispiel, wenn Tony …“ (S. 110). Auch spielt Veronica ihm den Wortlaut des üblen Briefes zu, über den Tony ehrlich entsetzt ist. Die Vergangenheit holt ihn ein wie die Gezeitenwelle des Severn, ein Naturphänomen, das er mit Freunden beobachtet hat. Dabei flutet das Wasser des Flusses entgegen seinem natürlichen Lauf wieder das Flussbett hinauf. Dieses Bild stellt ein Leitmotiv des Romans dar. Tony empfindet tiefe Reue und wünscht sich, diese in Schuld zurückverwandeln zu können, um so Vergebung zu finden, was sich natürlich als unmöglich erweist.
Schließlich bringt Veronica ihn mit einer Gruppe Behinderter zusammen. Einer von ihnen, so findet Tony mühsam heraus, ist Adrians Sohn und – wie sich später herausstellt – jedoch nicht mit Veronica, sondern mit Veronicas Mutter gezeugt, er ist das rätselhafte b (= Baby) aus der Gleichung. Tony erinnert sich an die Worte des Lehrers über Geschichte als Selbsttäuschung der Besiegten und erkennt: „Ich betrachtete die Verantwortungskette. Ich sah meinen Anfangsbuchstaben darin. Ich erinnerte mich, dass ich Adrian in meinem hässlichen Brief aufgefordert hatte, Veronicas Mutter zu befragen. Ich ließ die Worte noch einmal abspulen, die mich bis in alle Zeiten verfolgen würden. Genau wie Adrians unvollendeter Satz ‚Zum Beispiel, wenn Tony …‘ (S. 181).“ Diesen Satz vervollständigt Tony für sich mit „… nicht Tony gewesen wäre“ (S. 110).

## Literarische Bezüge
Mit dem englischen Titel The Sense of an Ending des Romans hat Barnes den Titel einer Studie des Literaturwissenschaftlers Frank Kermode aufgegriffen, der in einer gleichnamigen Studie 1967 untersuchte, wie Menschen apokalyptisches Geschehen verarbeiten und Schriftsteller die Erschütterungen ihrer Zeit deuten. Peripetien, die tragischen Wendepunkte, sind bei Kermode ein zentraler Begriff. Die Peripetie ist auch fester Bestandteil klassischer Tragödien. In Julian Barnes’ Roman, der im Aufbau an eine antike Tragödie erinnert, bildet der Brief der Anwältin, der Tony von seinem Erbe in Kenntnis setzt, die Peripetie, die seinem Leben eine Wendung gibt und es von diesem Moment an auf die Katastrophe zusteuern lässt. Ähnlich wie in Sophokles’ analytischem Drama „König Ödipus“ ist das Unheil im zweiten Teil schon geschehen und muss nur noch aufgeklärt werden, wobei gerade die eigenen Nachforschungen den Protagonisten immer weiter in die Tragödie treiben.
Veronica liest bei einem Treffen mit Tony (S. 141) in einer Novelle von Stefan Zweig. Der Titel wird allerdings nicht genannt. Diese Lektüre hat Julian Barnes nicht willkürlich gewählt. Auch die Protagonisten Stefan Zweigs werden in der Regel auf tragische Weise an der Realisierung ihres Glücks gehindert und resignieren.

## Kritik
Die Kritik bewertete das Buch zumeist positiv. Die FAZ nennt den Roman, der hier auf Grund seines Umfangs von 182 Seiten als Novelle bezeichnet wird, am 3. Dezember 2011 „eines der herausragenden Werke dieser Saison“ und attestiert Barnes: „Die Novelle ,Vom Ende einer Geschichte’ zeigt seine ganze Meisterschaft“. Christopher Schmidt beeindruckte gemäß seiner Besprechung in der Süddeutschen Zeitung vom 24. Dezember 2011 die „erzählerische Ökonomie, die Fügung der Motive und die moralische Tiefe“. Die Zeit spricht von einem eleganten Roman, „stilistisch vollendet-schmal, konzentriert, nachdenklich“, und die NZZ lobte in ihrer Rezension vom 27. Dezember 2011: „Adrians Tod: Das ist das Herzstück dieses luziden Romans – den zu lesen sich … nur schon deshalb lohnt, weil sein Antiheld uns in so vielem verteufelt nahe ist.“
Die herausragenden literarischen Qualitäten des Romans überzeugten im Oktober 2011 auch die Booker-Prize-Jury unter dem Vorsitz von Stella Rimington, welche Barnes im Oktober 2011 mit dem Man Booker Prize auszeichnete. Sie lobte den Roman in ihrer Laudatio als „fast archetypisches Buch“, das „zur Menschheit des 21. Jahrhunderts“ spreche.

## Verfilmung
Die BBC produzierte zusammen mit den Produktionsfirmen FilmNation Entertainment und Origin Pictures eine Verfilmung des Romans, die am 2. Januar 2017 auf dem Palm Springs International Film Festival ihre Premiere feierte. Ritesh Batra führte die Regie, das Drehbuch stammt von Nick Payne. Die Dreharbeiten mit unter anderem Jim Broadbent als Tony und Charlotte Rampling als Veronica fanden von September bis Oktober 2015 in London und Bristol statt. Der Kinostart in den USA war am 10. März 2017 und am 14. April 2017 im Vereinigten Königreich. Darüber hinaus lief der Film in acht anderen europäischen Ländern sowie in Australien, Indien, Südafrika und Singapur. Am 14. Juni 2018 erscheint der Film dann auch in den deutschen Kinos. Die Website Rotten Tomatoes sammelte für den Film insgesamt 74 % positive Kritiken mit einer durchschnittlichen Bewertung von 6,3 von 10 Punkten.
Susanne Ostwald schrieb in der Neuen Zürcher Zeitung, die Verfilmung zeige, „wo die Crux bei Literaturadaptionen liegt“. Plastischere Ausarbeitungen der Frauenfiguren würden die zentrale Erzählsituation schwächen, was sich „besonders am harmonieseligen Ende“ zeige. Während der Roman mit dem beunruhigenden Satz „There is great unrest“ endet, lasse die filmische Adaption „gerade keinen Sinn für das Ende erkennen“.

## Ausgaben
- The Sense of an Ending. Jonathan Cape, London 2011, ISBN 978-0-224-09415-3.
- Vom Ende einer Geschichte. Aus dem Englischen von Gertraude Krueger. Kiepenheuer & Witsch, Köln 2011, ISBN 978-3-462-04433-1.

## Rezensionen

### In der englischsprachigen Presse
- Anita Brookner: The Sense of an Ending by Julian Barnes: Review – in: The Telegraph, 25. Juli 2012.
- Michael Wood: Stupidly English – in: London Review of Books, 22. September 2011.
- Michiko Kakutani: Life in Smoke and Mirrors – in The New York Times, 17. Oktober 2011.
- Geoff Dyer: Julian Barnes and the Diminishing of the English Novel – in The New York Times Book Review, 18. Dezember 2011 (in der Druckversion unter dem Titel Playing the Averages erschienen).
- William Deresiewicz: That is So! That is So! (Memento vom 11. Mai 2012 auf WebCite) – in The New Republic, 22. Februar 2012.

### In der deutschsprachigen Presse
- Wolfgang Höbel: Schmachnovelle – in: Der Spiegel, 28. November 2011.
- Gerrit Bartels: Die Unruhe des Alters – in: Der Tagesspiegel, 28. November 2011.
- Alexander Kluy: Das Flüchtige gefühlsarmer Tage – in: Der Standard, 2. Dezember 2011.
- Felicitas von Lovenberg: Warum nur können die Engländer nicht ernsthaft ernst sein? – in: Frankfurter Allgemeine Zeitung, 3. Dezember 2011.
- Wieland Freund: Wie war’s wirklich? – in: Die Welt, 3. Dezember 2011.
- Susanne Mayer: Was war oder was gewesen sein könnte – in: Die Zeit, 12. Dezember 2011.
- Angela Schader: Wenn der Severn rückwärtsfliesst – in: Neue Zürcher Zeitung, 27. Dezember 2011.
- Wie wir unser Leben per Erinnerung so zurechtbiegen, dass alles einigermaßen nett aussieht und vor allem wir selbst nie als Bösewicht dastehen. Buchbeschreibung 1. Platz der ORF-Bestenliste Jänner 2012